# Tipula (Formotipula) cinereifrons
Tipula (Formotipula) cinereifrons is een tweevleugelige uit de familie langpootmuggen (Tipulidae). De soort komt voor in het Oriëntaals gebied.